# Serik
Serik là một huyện thuộc tỉnh Antalya, Thổ Nhĩ Kỳ. Huyện có diện tích 1334 km² và dân số thời điểm năm 2007 là 105755 người, mật độ 79 người/km².